# Эстонская академия музыки и театра
Эстонская академия музыки и театра (эст. Eesti Muusika- ja Teatriakadeemia) — высшее музыкально-педагогическое учебное заведение и научный центр музыковедения, фольклористики, эстетики, музыкальной педагогики в столице Эстонии городе Таллине. Основана в 1919 году.

## История
Таллинская Высшая школа музыки (эст. Tallinna Kõrgem Muusikakool) была основана 28 сентября 1919 года как частное учебное заведение. У её истоков стояла группа профессоров эстонского происхождения, вернувшихся на родину из различных российских высших музыкальных учебных заведений, — в том числе Артур Капп, Артур Лемба, Ян Тамм. В 1923 году школе дали название Таллинская консерватория. Первый выпуск состоялся в 1925 году. Национализирована в 1935 году.
После присоединения Эстонии к Советскому Союзу в 1940 году музыкальное образование стало осуществляться в соответствии с советскими идеологическими установками и, как следствие, было упразднено изучение церковной музыки как специальности, началось обучение политическим предметам. 
Учебное заведение получило название Таллинская государственная консерватория. 
С началом Второй мировой войны советское руководство консерватории отправилось в эвакуацию, а к преподаванию вернулся прежний состав педагогов во главе с Юханом Аавиком. Выпуск студентов был произведён даже в 1944 году несмотря на то, что 9 марта 1944 года в результате воздушного налета авиации Советской армии здание консерватории было разрушено.
В ноябре 1944 года занятия в консерватории возобновились уже под советским руководством. Особенно жёсткий идеологический прессинг консерватория испытала в 1950 году после решений VIII пленума ЦК Коммунистической партии Эстонии: три профессора — Рихо Пятс, Альфред Каринди и Туудур Веттик — были арестованы. В середине 1950-х годов обстановка в консерватории начала нормализоваться. В 1957 году был открыт факультет драмы, в 1970-х годах был возрожден органный класс, закрытый в 1950 году. 
В 1964—1965 годах учебное заведение носило название Государственный институт музыки и театрального искусства Эстонской ССР. С 1961 года при консерватории начала работать музыкальная средняя школа. К 1979 году консерваторию окончили 1770 человек, из этого числа 1281 — в период 1945–1979 годов. 
В 1989 году было восстановлено прежнее название — Таллинская консерватория, а в 1993 году она была переименована в Эстонскую академию музыки, в 2005 году — в Эстонскую академию музыки и театра.
В 1999 году Эстонская академия музыки переехала в новое здание и считается одной из лучших консерваторий в мире. C 1997 года работает филиал академии в Тарту.

## Руководители академии
- Людиг, Михкель Яковлевич (1919 — 1923)
- Тамм, Ян (1923 — 1933)
- Аавик, Юхан (1933 — 1940)
- Пятс, Рихо (1940, и. о.)
- Айзенштадт, Ксения (1940 — 1941, и. о.)
- Алумяэ, Владимир (1941)
- Аавик, Юхан (1941 — 1944)
- Алумяэ, Владимир (1944 — 1948)
- Лукк, Бруно (1948 — 1951)
- Отс, Георг (1951 — 1952)
- Капп, Эуген (1952 — 1964)
- Алумяэ, Владимир (1964 — 1970)
- Гурьев, Виктор Иосифович (1970 — 1982)
- Лауль, Венно (1982 — 1992)
- Лассманн, Пеэп (1992 — 2017)
- Илья, Ивари (с 2017)

## Выдающиеся выпускники
В скобках указан год выпуска 
- Эвальд Аав (1926) — эстонский композитор и хоровой дирижёр, один из основоположников эстонской национальной оперы
- Густав Эрнесакс (1931, 1934)— эстонский композитор и хоровой дирижёр, Народный артист СССР
- Артур Ринне (1932) — эстонский певец, Заслуженный артист Эстонской ССР
- Тийт Куузик (1938) — эстонский певец, Народный артист СССР
- Георг Отс (1951) — эстонский певец, Народный артист СССР
- Арво Пярт (1957) — эстонский композитор
- Хендрик Крумм (1963) — эстонский певец, Народный артист СССР
- Эри Клас (1964) — эстонский дирижёр, Народный артист СССР
- Вольдемар Куслап (1968) — эстонский певец, Заслуженный артист Эстонской ССР
- Маре Йыгева (1970) – эстонская певица. Заслуженная артистка Эстонской ССР
- Яан Ряэтс (1977) — эстонский композитор, народный артист Эстонии

## Выдающиеся преподаватели
- Адольф Ведро (1890—1944) — композитор, музыкальный педагог.
- Сергей Мамонтов (1877—1938) — российский и эстонский музыкальный деятель и педагог, концертмейстер Большого театра в Москве.
- Густав Эрнесакс (1908—1993) — эстонский композитор и хоровой дирижёр, Народный артист СССР.
- Эри Клас (1939—2016) — эстонский дирижёр, Народный артист СССР.
- Калле Рандалу (род. 1956) — эстонский пианист, музыкальный педагог, доктор Honoris Causa академии.
- Альфред Ребане (1902—1986) — эстонский актёр и режиссёр. Народный артист Эстонской ССР. Лауреат Премии Советской Эстонии.
- Хуго Лепнурм (1914—1999) —  эстонский органист, композитор, педагог. Народный артист Эстонской ССР.
- Роман Матсов (1917—2001) — эстонский дирижёр и педагог. Народный артист Эстонской ССР.